# 猪传染性胃肠炎病毒
猪传染性胃肠炎病毒（學名：Transmissible gastroenteritis virus、TGEV）是甲型冠狀病毒屬的一種病毒，與貓冠狀病毒、犬冠狀病毒同屬甲型冠狀病毒一型。此病毒以豬為宿主，通过宿主细胞表面的丙氨酸氨肽酶（AP-N）感染，造成豬傳染性胃腸炎，症狀包括嘔吐與腹瀉等，其感染對小豬的死亡率很高。

## 基因組
猪传染性胃肠炎病毒屬甲型冠狀病毒屬，為具包膜的正鏈RNA病毒，其基因組長度約為28600nt，編碼冠狀病毒皆有的複製酶（1ab）、刺突蛋白（S）、外膜蛋白（sM）、膜蛋白（M）與衣殼蛋白（N）等四種結構蛋白，以及nsp3a、nsp3b與nsp7等三種輔助蛋白。

## 感染
猪传染性胃肠炎最早於1946年在美國被發現、描述，後來在歐洲、亞洲、非洲與南美洲等世界各國皆有發生，此病毒主要在豬的小腸細胞中複製增殖，也有部分感染呼吸道細胞的能力，其症狀包括腹瀉、嘔吐與食慾不振等，在成年豬隻中通常不會致死，但感染小豬的死亡率很高。此病毒的傳染方式包括糞便造成的水平傳播與哺乳造成的垂直傳播，在冬天較常造成疫情，可能是因病毒較易在低溫、短日照的環境生存之故。

## 相關病毒
猪呼吸道冠状病毒（Porcine respiratory coronavirus、PRCV）是TGEV病毒一刺突蛋白部分序列發生刪除的突變株系，最早於1984年在比利時被發現，PRCV病毒以在呼吸道中複製增殖為主，可造成豬隻輕微的呼吸道症狀。有研究顯示美國的TGEV病毒有與PRCV病毒發生重組的情形。